# Xuân Đường
Xuân Đường là một xã thuộc tỉnh Đồng Nai, Việt Nam.

## Địa lý
Xã Xuân Đường có diện tích 37,38 km², dân số năm 2014 là 6.586 người, mật độ dân số đạt 176 người/km².
Dân cư: Dân cư ở đây đa phần là người Bắc di cư năm 1954 (Quảng Bình, Quảng Trị,....). Họ đa số là những người làm cho chế độ cũ bị đi Kinh tế mới sau biến cố 30/4/1975.

## Hành chính
Xã Xuân Đường được chia thành 2 ấp: 1, 2.

## Giáo dục
Xã có 2 trường tiểu học và 1 trường trung học cơ sở được đầu tư đầy đủ cơ sở vật chất. Trường Tiểu học và THCS (ấp 1) đã đạt chuẩn quốc gia.

## Văn hóa
Tôn giáo: Có hai tôn giáo chính:
1. Đạo Thiên Chúa lớn nhất với hơn 85% dân số
2. Đạo Phật.

Xã có hai trung tâm tôn giáo chính là: 
1. Nhà thờ Xuân Đường: ấp 1
2. Chùa Bảo Quang: ấp 1.